# Port Askaig
Port Askaig (schottisch-gälisch Port Asgaig) ist ein kleines Dorf auf der schottischen Insel Islay und liegt somit in der Council Area Argyll and Bute. Es ist an der Ostküste der Insel an der engsten Stelle des Islay-Sund, der die Inseln Islay und Jura trennt. Port Askaig ist neben Port Ellen der einzige bedeutende Hafenort der Insel und wird regelmäßig von Fährschiffen angelaufen. Außerdem handelt es sich bei der Fährstrecke nach Jura um die einzige regelmäßige Fährverbindung auf die Insel.
Nördlich der Ortschaft sind zwei bedeutende Whiskybrennereien, Caol Ila und Bunnahabhain gelegen. 

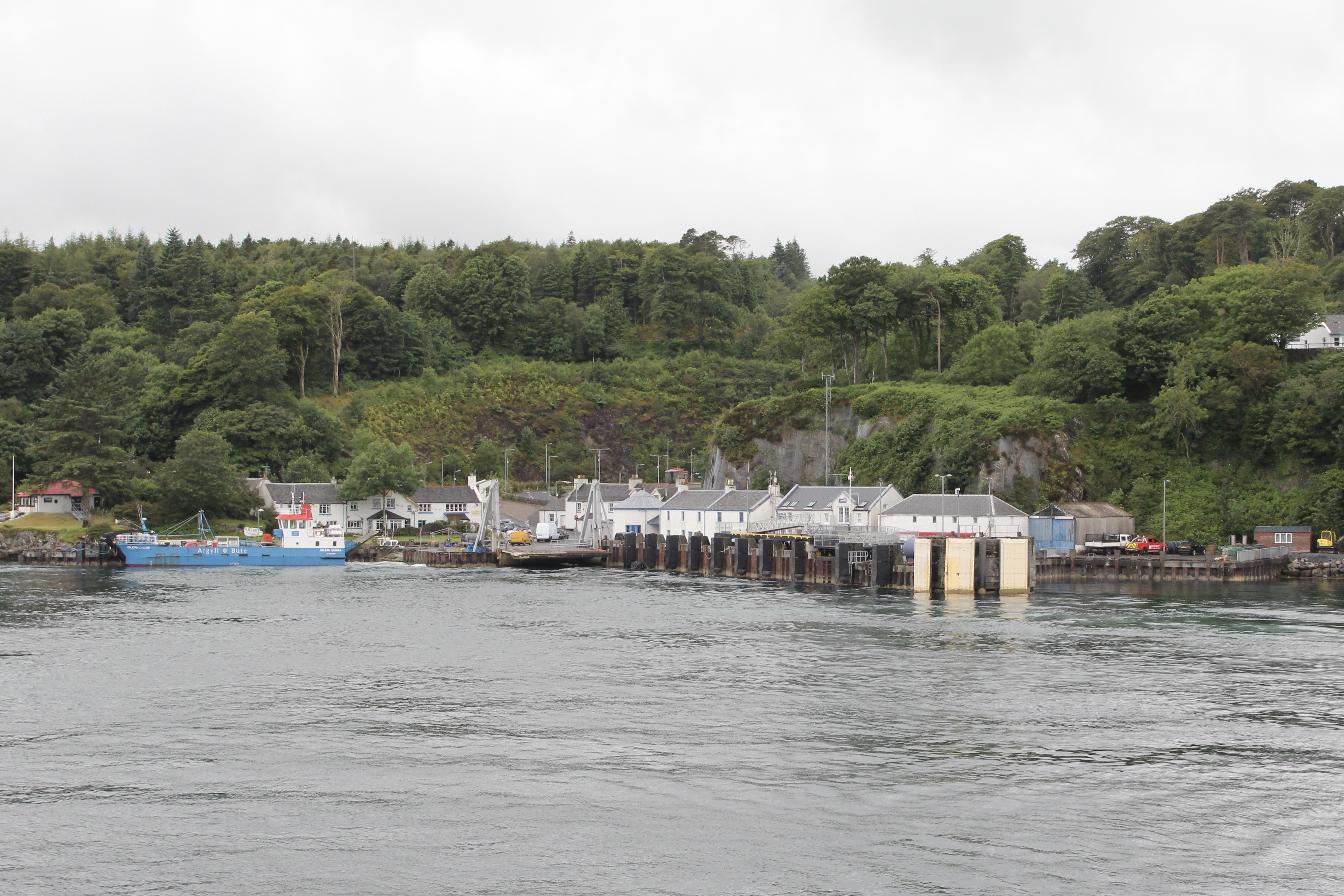
Port Askaig von der Seeseite
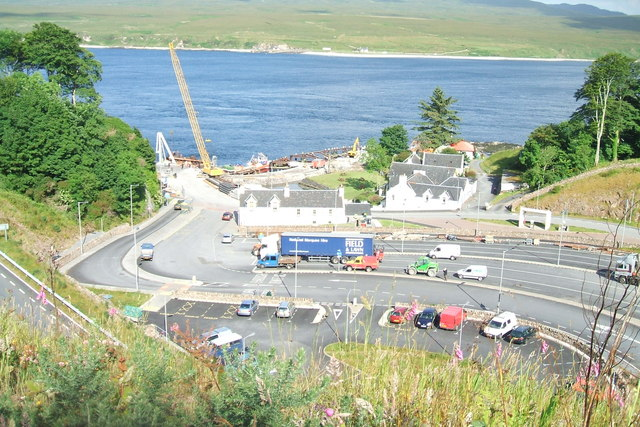
Port Askaig von der Landseite
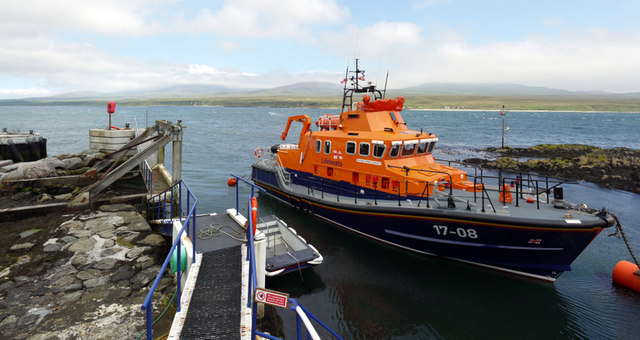
Rettungsboot in Port Askaig